# Simon Gerrans
Simon Gerrans (* 16. Mai 1980 in Melbourne) ist ein ehemaliger australischer Radrennfahrer.

## Sportliche Karriere
Gerrans wurde 2003 Profi. 2005 gewann er die Tour du Finistère, ein Rennen der UCI Europe Tour. Bei der Tour de France 2005 gelang ihm auf der 17. Etappe ein dritter Platz. Im Gesamtklassement belegte er den 166. Rang. Sein viertes Profijahr begann er mit einem Sieg auf der ersten Etappe der Tour Down Under 2006, bei der er auch die Gesamtwertung für sich entscheiden konnte. 2006 fuhr er auch bei der Tour de Suisse sehr stark, als er Michael Rasmussen an einem Pass hinter sich ließ und dann noch Etappen-Vierter wurde. Bei der 15. Etappe der Tour de France 2008 setzte er sich in einer vierköpfigen Ausreißergruppe, die rund 180 Kilometer an der Spitze fuhr, im Schlussanstieg durch und gewann. 2010 und 2011 fuhr er für das britische Sky Professional Cycling Team.
Seit 2012 fährt Gerrans für Orica GreenEdge. Er startete besonders erfolgreich in die Saison 2012. Nach seinen Siegen bei der australischen Straßenmeisterschaft und der Tour Down Under landete er seinen größten Erfolg bei Mailand–Sanremo, wo er Fabian Cancellara und Vincenzo Nibali im Sprint einer Dreiergruppe besiegte und als zweiter Australier nach Matthew Goss die Primavera gewinnen konnte. Bei der Tour de France 2013 gewann er im Sprint des verkleinerten Hauptfeldes die 3. Etappe. Anschließend siegte er im Mannschaftszeitfahren, welches die 4. Etappe bildete. Dadurch übernahm er das Gelbe Trikot, das er zwei Tage lang trug.
2014 wurde er zum zweiten Mal nach 2012 australischer Meister im Straßenrennen. Anschließend folgte wie zwei Jahre zuvor der Gesamtsieg bei Tour Down Under. Als erster Australier gewann er 2014 La Doyenne sein zweites Radsport-Monument nach Mailand–Sanremo.
Zum Ende des Jahres errang Gerrans Siege bei den kanadischen UCI WorldTour-Rennen in Quebec und in Montreal. Dazu wurde er Vizeweltmeister in Ponferrada/Spanien bei den UCI-Straßen-Weltmeisterschaften im Straßenrennen. Beim Giro 2015 war Gerrans mit dem Team in Sanremo erfolgreich. 2016 holte er sich den vierten Gesamtsieg bei der Tour Down Under.
2018 gewann Simon mit seinem Team BMC Racing die Mannschaftszeitfahren der Tour de Suisse sowie der Tour de France. Zum Ende der Saison beendete er seine Radsportlaufbahn.
Gerrans gehört zu den wenigen Rennfahrern, dem es gelang, bei allen drei großen Rundfahrten einen Etappensieg zu erringen und der erste Fahrer, der für ein australisches Team eine Tour-de-France-Etappe gewonnen hat. 2014 wurde er Radsportler des Jahres in Australien.

## Erfolge
2002
- Australischer Meister – Straßenrennen (U23)

2003
- Melbourne to Warrnambool Cycling Classic

2004
- eine Etappe Herald Sun Tour

2005
- Tour du Finistère
- Gran Premio Industria e Commercio Artigianato Carnaghese
- Gesamtwertung und eine Etappe Herald Sun Tour

2006
- Gesamtwertung und eine Etappe Tour Down Under
- Gesamtwertung Herald Sun Tour

2007
- Grand Prix de Plumelec-Morbihan

2008
- eine Etappe Critérium International
- eine Etappe Route du Sud
- eine Etappe Tour de France

2009
- eine Etappe Giro d’Italia
- Grand Prix Ouest France
- eine Etappe Vuelta a España

2011
- Gesamtwertung Post Danmark Rundt

2012
- Australischer Meister – Straßenrennen
- Gesamtwertung Tour Down Under
- Milano–Sanremo
- Grand Prix Cycliste de Québec

2013
- eine Etappe Tour Down Under
- eine Etappe Volta a Catalunya
- eine Etappe Vuelta al País Vasco
- eine Etappe und Mannschaftszeitfahren Tour de France

2014
- Australischer Meister – Straßenrennen
- Gesamtwertung,  Punktewertung und eine Etappe Tour Down Under
- Liège–Bastogne–Liège
- Grand Prix Cycliste de Québec
- Grand Prix Cycliste de Montréal
- Weltmeisterschaft – Straßenrennen

2015
- Mannschaftszeitfahren Giro d’Italia

2016
- Gesamtwertung,  Punktewertung und zwei Etappen Tour Down Under

2017
- Australische Meisterschaft – Straßenrennen

2018
- Mannschaftszeitfahren Tour de Suisse
- Mannschaftszeitfahren Tour de France

## Grand-Tour-Platzierungen
| Grand Tour            | 2005 | 2006 | 2007 | 2008 | 2009 | 2010 | 2011 | 2012 | 2013 | 2014 | 2015 | 2016 | 2017 | 2018 |
| --------------------- | ---- | ---- | ---- | ---- | ---- | ---- | ---- | ---- | ---- | ---- | ---- | ---- | ---- | ---- |
| Giro d’ItaliaGiro     | –    | –    | –    | –    | 43   | –    | –    | –    | –    | –    | DNF  | –    | –    | –    |
| Tour de FranceTour    | 166  | 79   | 94   | 79   | –    | DNF  | 96   | 79   | 80   | DNF  | DNF  | DNF  | –    | 107  |
| Vuelta a EspañaVuelta | –    | –    | –    | –    | DNF  | DNF  | –    | –    | DNF  | –    | 114  | 86   | –    | –    |

## Teams
- 2003 Ringerike
- 2003 Carvalhelhos-Boavista (Stagiaire)
- 2004 AG2R Prévoyance (Stagiaire)
- 2005–2007 AG2R Prévoyance
- 2008 Crédit Agricole
- 2009 Cervélo TestTeam
- 2010 Sky Professional Cycling Team
- 2011 Sky ProCycling
- 2012 Orica GreenEdge
- 2013 Orica GreenEdge
- 2014 Orica GreenEdge
- 2015 Orica GreenEdge
- 2016 Orica-BikeExchange
- 2017 Orica-Scott
- 2018 BMC Racing Team